# Classe Addriyah
Le navi della classe Addriyah sono una serie di cacciamine costieri che prestano servizio presso la Regia marina saudita a partire dal 1978.

## Storia
Nel gennaio del 1972 venne redatto il Saudi Naval Expansion Program (SNEP), che ebbe come primo partner gli Stati Uniti, valido per i due anni successivi. Ma il programma era più articolato per cui si decise anche di costruire due importanti infrastrutture a Jubail e Jeddah ed un quartier generale collegato alle altre forze armate a Riad nel 1974. Negli anni successivi e fino al 1982 verranno acquisite le 4 corvette della classe Badr e le 9 Motocannoniere lanciamissili della classe Al Siddiq, insieme a 4 cacciamine costieri di costruzione statunitense che andarono a formare la classe Addiryah (o MSC 322, dove MSC sta per MineSweeper Coastal, appunto cacciamine costiero).

## Caratteristiche
I cacciamine classe Addiriyah hanno uno scafo lungo 40,6 metri, largo 4,06 metri; il dislocamento a pieno carico è di 405 tonnellate. L'apparato propulsivo è basato su due motori diesel Waukesha E1616DSIN su due alberi motore, per una potenza di 1.200 hp e una velocità massima di 14 nodi; l'equipaggio ammonta a 39 tra ufficiali e marinai.
L'apparato di sensoristica consiste in un sistema radar di ricerca aeronavale Cardion Electronics AN/SPS-55 e in un sonar a profondità variabile FIAR AN/SQQ-14. L'armamento comprende due cannoni Mk.67 da 20/70 mm a doppio uso antinave/antiaereo.

## Impiego operativo
La quattro unità sono state suddivise tra il porto di Jeddah (M-412 Addriyah), e Jubail (M-414     Al-Quysumah, M-416  Al-Wadeeah e M-418 Safwa).

## Unità
| Nome             | Costruttore            | Impostazione     | Varo             | Entrata in servizio |
| ---------------- | ---------------------- | ---------------- | ---------------- | ------------------- |
| M412 Addriyah    | Peterson, Sturgeon Bay | 15 maggio 1976   | 12 dicembre 1976 | 6 luglio 1978       |
| M414 Al-Quysumah | Peterson, Sturgeon Bay | 24 agosto 1976   | 26 maggio 1976   | 15 agosto 1978      |
| M416 Al-Wadeeah  | Peterson, Sturgeon Bay | 26 dicembre 1976 | 6 settembre 1977 | 7 settembre 1978    |
| M418 Sawfa       | Peterson, Sturgeon Bay | 5 marzo 1977     | 7 dicembre 1977  | 20 ottobre 1978     |

### Fonti
1. 1 2 3 4 5  Navypedia.
2. 1 2 3   Giovanni Martinelli, LA MARINA SAUDITA, AnalisiDifesa.it, Anno 16 - N° 170 - dicembre 2015.
3. ↑  Cordesman 2004, p. 333.